# Dani California
Dani California je píseň kapely Red Hot Chili Peppers, která se objevila na devátém studiovém albu Stadium Arcadium vydaném v roce 2006. Pojednává o dívce jménem Dani California, která si vybere cestu zločince, vykrade banku a umírá mladá.
Píseň se mimo jiné objevila v japonských filmech Zápisník Smrti a Zápisník smrti: Poslední jméno. Videoklip zobrazuje členy skupiny převlečené za významné skupiny či osobnosti v historii rocku: Elvise Presleyho, Beatles, Jimiho Hendrixe, Prince, Parliament-Funkadelic, Davida Bowieho, Sex Pistols, Misfits, Glenna Danziga, Twisted Sister, Mötley Crüe, Nirvanu, a nakonec RHCP samotné.

## Hitparáda
| Země           | Umístění |
| -------------- | -------- |
| Kanada         | 20       |
| Česko          | 165      |
| Austrálie      | 8        |
| Švédsko        | 2        |
| Francie        | 57       |
| Velká Británie | 2        |
| USA            | 6        |
| Rakousko       | 7        |
| Německo        | 12       |